# Gästehaus Steiermark

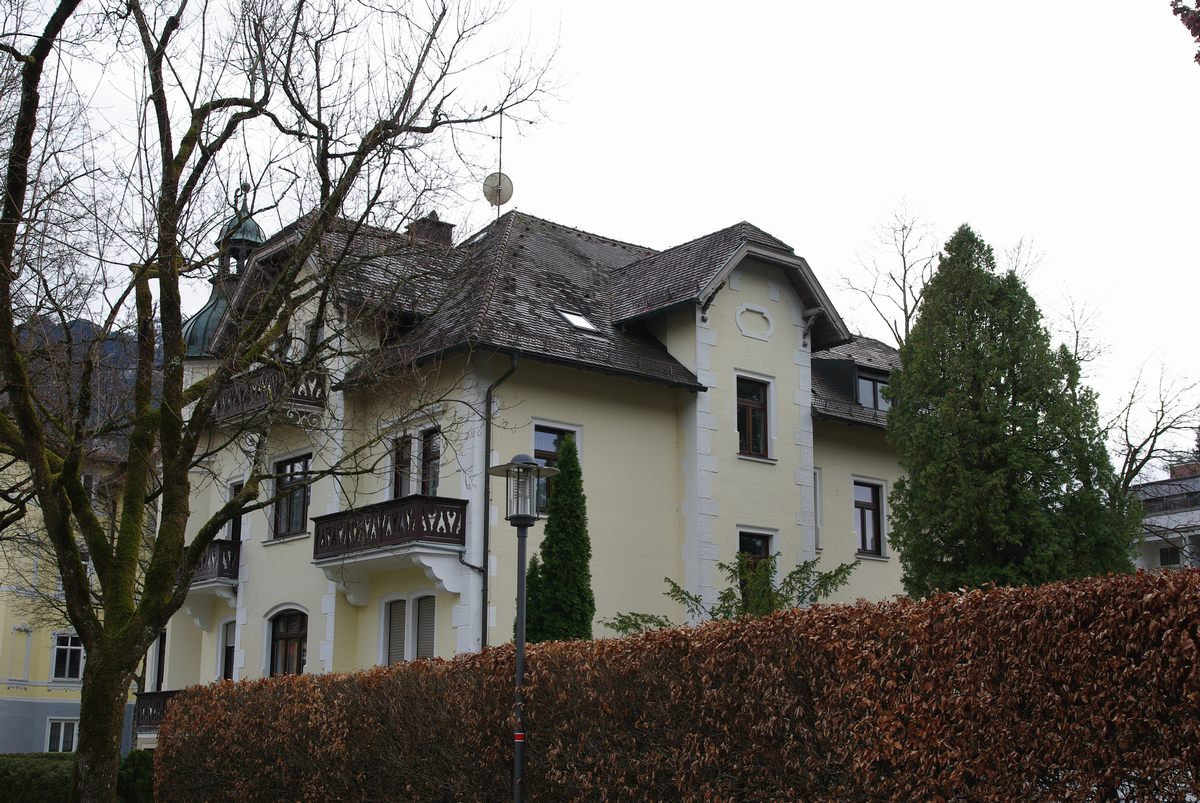
Ansicht von Norden

Das Gästehaus Steiermark ist eine Villa und ehemalige Kurpension in der Riedelstraße in Bad Reichenhall.
Die Villa steht unter Denkmalschutz und ist unter der Nummer D-1-72-114-115 in die Bayerische Denkmalliste eingetragen.

## Geschichte
1899 – das Jahr in dem Bad Reichenhall den Zusatz Bad erhielt – wurde das Gebäude geplant. Architekt war Karl Böhm, ein Bruder des bekannten Baumeisters Dominikus Böhm und Schwager von Leonhard Thoma, der nicht weit entfernt 1905 in der Maximilianstraße die Villa Stella bauen ließ. 1900 war der Bau der Villa Böhm abgeschlossen. 1905 wurden die ersten Kurgäste in der Villa empfangen. In den folgenden Jahren wechselten öfter die Besitzer und damit auch der Name des Hauses. Aus der Villa Böhm wurde die Villa Concordia und später die Villa Esplanade. In den 1940er Jahren erfolgte die Umbenennung in Haus Steiermark durch die neuen Besitzer, die aus der Steiermark stammten. 1969 wurde die Villa von der heutigen Betreiberfamilie gekauft, die das Haus inzwischen in zweiter Generation als Hotel garni führt.

## Beschreibung
Das Gästehaus Steiermark ist ein Eckbau mit Eckerkerturm, verschiedenen Giebelrisaliten, Loggien und Balkone. Das Gebäude wurde im Stil der Neurenaissance errichtet und ist mit dem Jahr 1900 bezeichnet.

## Lage
Das Gästehaus Steiermark befindet sich an der westlichen Ecke der Riedel- und Maximilianstraße in Bad Reichenhall. Die Straßenkreuzung erweitert sich dort zu einem kleinen runden Platz. An der südlichen Ecke steht eine ähnliche Villa aus der Zeit der Jahrhundertwende, an der östlichen Ecke befindet sich eine kleinere Villa aus den 1920er Jahren, die ebenfalls unter Denkmalschutz steht.